# Єні-Кале (місцевість)
Єні-Кале (крим. Yeñi Qale, з 1948 — Сіпягине) — місцевість Керчі, Україна, розташована на сході міста, колишнє місто. Радянську назву отримала на честь Героя Радянського Союзу Н. І. Сіпягина.

## Історія
У 1774 році за Кючук-Кайнарджійським договором місто Керч і фортеця Єні-Кале були передані Росії і російський уряд прийнявся за освоєння нових земель. У Керч та Єні-Калі переселялися греки та переселенці зі Слобідської України. Зі зростанням ролі сусідньої Керчі в 1825 р. фортеця Єні-Кале перетворюється на заштатне містечко, більшу частину населення якого становили греки.
На початку XIX століття фортеця Єні-Кале територіально перебувала в Акмозькій волості Феодосійського повіту. Вперше в історичних документах поселення при фортеці зустрічається на військово-топографічній карті генерал-майора Мухіна 1817 року, де Єні-Кале позначено з 98 дворами та поштовою станцією.
У 1821 році Керч та Єні-Кале утворили Керч-Єнікальське градоначальництво Таврійської губернії.
Після Кримської війни Єні-Кале – дачне передмістя Керчі. Багаті керчани щоліта вирушали на єнікальське свіже повітря та пляжі. Апофіозом літнього сезону щорічно ставало храмове свято «Успіння Божої Матері», коли тисячі віруючих з Керчі та навколишніх селищ 28 серпня збиралися на урочисте богослужіння. Керченський градоначальник цього дня відправляв на Єні-Калі паровий катер.
Перепис 1897 року зафіксував у місті Єні-Кале 1438 мешканців, з яких 1328 православних.
Указом Президії Верховної Ради РРФСР від 18 травня 1948 року, Єнікале перейменували на Сіпягине.
Увішло до складу Керчі у період з 1968 по 1977 рік.